# Лоренсо Калонга
Лоренсо Калонга Арсе (ісп. Lorenzo Calonga Arce, 28 серпня 1929 — 20 вересня 2003, Араука) — парагвайський футболіст, що грав на позиції нападника, зокрема, за клуби «Гуарані» (Асунсьйон) та «Індепендьєнте» (Медельїн), а також національну збірну Парагваю.

## Клубна кар'єра
У дорослому футболі дебютував виступами за команду «Серро Портеньйо». 
Згодом захищав кольори «Олімпії» з Асунсьйона.
Своєю грою за останню команду привернув увагу представників тренерського штабу клубу «Гуарані» (Асунсьйон), до складу якого приєднався 1947 року. Відіграв за команду з Асунсьйона наступні три сезони своєї ігрової кар'єри.
Протягом 1951—1953 років захищав кольори клубу «Депортіво» (Перейра).
1954 року уклав контракт з клубом «Індепендьєнте» (Медельїн), у складі якого провів наступні три роки своєї кар'єри гравця.  Більшість часу, проведеного у складі «Індепендьєнте», був основним гравцем атакувальної ланки команди.
Протягом 1958 року захищав кольори команди клубу «Ірапуато».
Завершив професійну ігрову кар'єру у клубі «Леон».

## Виступи за збірну
1950 року дебютував в офіційних матчах у складі національної збірної Парагваю. Протягом кар'єри у національній команді провів у її формі 1 матч, забивши 1 гол.
Був присутній в заявці збірної на чемпіонаті світу 1950 року у Бразилії, але на поле не виходив.
Помер 20 вересня 2003 року на 75-му році життя.